# Michael Lee-Chin
Michael Lee-Chin, född 3 januari 1951, är en jamaicansk-kanadensisk affärsman och investerare som grundat och kontrollerar förvaltningsbolaget Portland Holdings Inc.
Den amerikanska ekonomitidskriften Forbes rankade Lee-Chin till att vara världens 2 119:e rikaste med en förmögenhet på 1,4 miljarder amerikanska dollar för den 12 juni 2023.
Lee-Chin avlade en examen som civilingenjör vid McMaster University.
Han har ägt superyachten Quattroelle och megayachten Ahpo.